# Tomás Duben
Tomás Ignacio Duben (Castelar, Buenos Aires, 25 de marzo de 1997) es un futbolista profesional argentino que actualmente juega en Hartford City FC de la NPSL de los Estados Unidos, a préstamo desde Western Mass Pioneers.

## Trayectoria deportiva
Formado en las categorías inferiores/juveniles del Club Atlético Vélez Sarsfield y el Club Atlético Chacarita Juniors, Tomás debutó profesionalmente en Argentina a los 18 años en la temporada 2016/2017 jugando para Centro Social y Recreativo Español. La actuación del jugador con los “gallegos” despertó el interés de varios clubes, pero Deportivo Morón lo incorporó a su Reserva, donde fue goleador convirtiendo 13 goles en 25 partidos.
Más tarde, en la 2018/2019, pasaría a formar parte del Club Atlético General Lamadrid de la Primera C.
En la temporada 2019/2020, llegó al Club Social y Deportivo Liniers donde realizó una muy buena campaña hasta la suspensión de la competición por la pandemia del COVID-19, obteniendo el Torneo Apertura y la histórica clasificación a la Copa Argentina.
En 2020, firma contrato en el Club Atlético San Miguel de la Primera B de Argentina. Debido a la pandemia mundial por el Coronavirus, el torneo de Primera B se reanudó en diciembre de 2020, por lo cual el debut de Tomás se dio el 19 de diciembre de 2020 frente a San Telmo.
En marzo de 2022, acuerda su llegada al Western Mass Pioneers de la USL2 de Estados Unidos. En el club de Massachusetts es uno de los capitanes y lleva convertidos 9 goles junto con 10 asistencias. Disputó partidos de USL League Two (Regular Season y Play-Offs), así como también en la histórica US Open Cup.
Para el 2024, se convierte en segundo entrenador de Pioneers, y acuerda su llegada a préstamo (como jugador) al Hartford City FC de la NPSL. En su primer partido como titular convierte un gol ante New York Shockers.

## Clubes
| Club                      | País           | Competición                    | Temporada | Partidos | Goles | Asistencias |
| ------------------------- | -------------- | ------------------------------ | --------- | -------- | ----- | ----------- |
| Centro Español            | Argentina      | Primera D                      | 2016      | 14       | 2     | 1           |
| Deportivo Morón (Reserva) | Argentina      | Primera B                      | 2017-2018 | 25       | 13    | 3           |
| General Lamadrid          | Argentina      | Primera C                      | 2018-2019 | 10       | 0     | 1           |
| Liniers                   | Argentina      | Primera D                      | 2019-2020 | 13       | 3     | 2           |
| Club Atlético San Miguel  | Argentina      | Primera B                      | 2020-2021 | 5        | 0     | 0           |
| Western Mass Pioneers     | Estados Unidos | USL League Two                 | 2022-2024 | 28       | 9     | 10          |
| Hartford City FC          | Estados Unidos | National Premier Soccer League | 2024      | 7        | 1     | 1           |